# Roentgenium
Le roentgenium, roentgénium, röntgenium ou rœntgénium, prononcé \ʁœnt.ɡɛ.njɔm\ ou \ʁœnt.ɡe.njɔm\ selon la graphie (symbole Rg) est l'élément chimique de numéro atomique 111. Il correspond à l'unununium (Uuu) de la dénomination systématique de l'IUPAC, et est encore appelé élément 111 dans la littérature. Il a été synthétisé pour la première fois en décembre 1994 par une réaction 209Bi (64Ni, n) 272Rg au Gesellschaft für Schwerionenforschung (GSI) de Darmstadt, en Allemagne, et son identification a été validée par l'IUPAC en janvier 2003. Il a reçu son nom définitif en novembre 2004 en l'honneur du Wilhelm Röntgen, le découvreur des rayons X.
Il s'agit d'un transactinide très radioactif, dont l'isotope le plus stable, le 282Rg, a une période radioactive d'environ 2,1 min. Situé sous l'or dans le tableau périodique des éléments, il appartient au bloc d et serait un métal de transition, d'autant qu'il a été établi que le copernicium, qui lui fait suite sur la 7e période, présente clairement les propriétés d'un métal de transition.

## Découverte

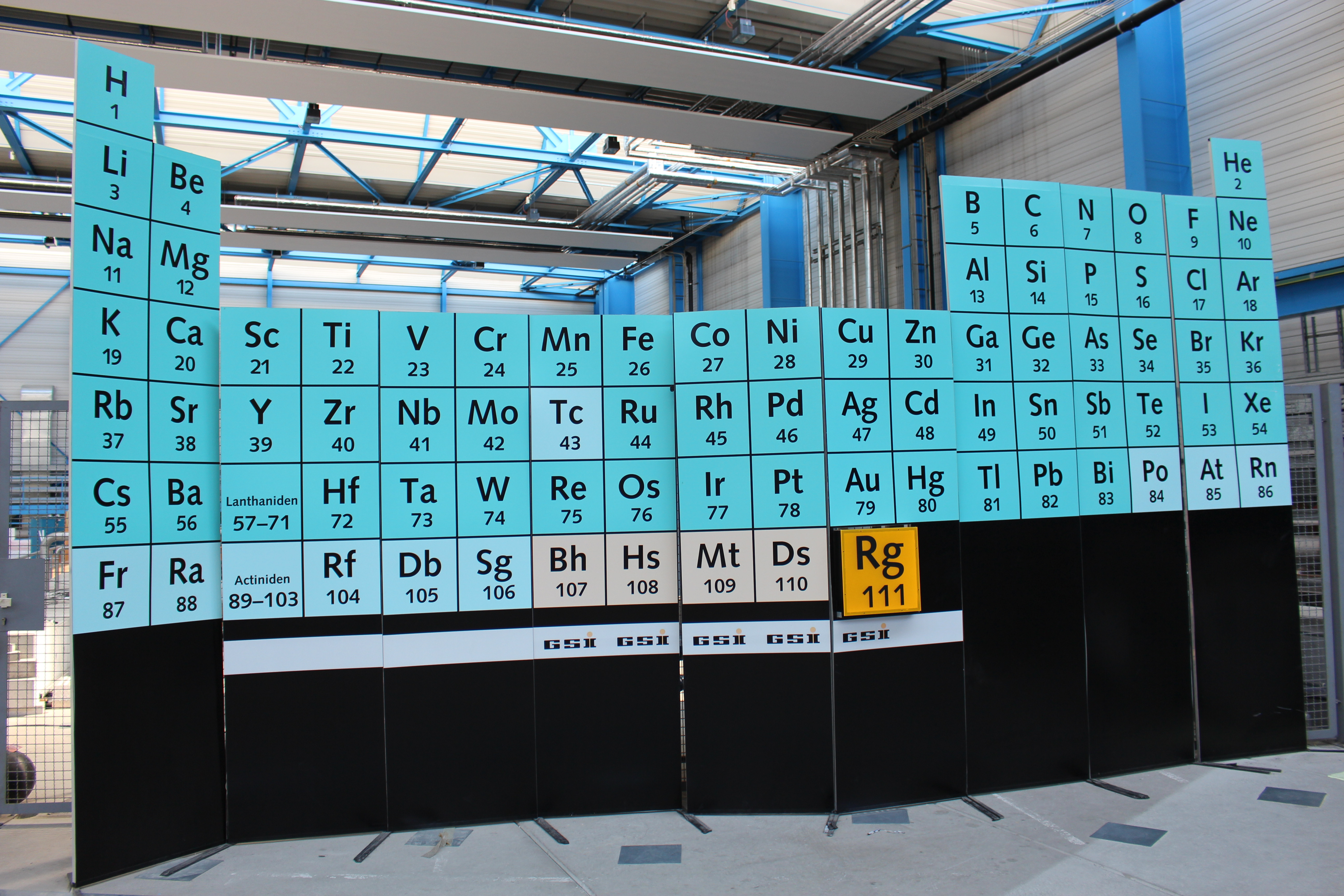
Panneau utilisé au GSI pour la présentation de la découverte de l'élément 111.

Le roentgenium (précédemment unununium) a été synthétisé et identifié le 8 décembre 1994 par Peter Armbruster et Gottfried Münzenberg sous la direction de Sigurd Hofmann au Centre de recherche sur les ions lourds (Gesellschaft für Schwerionenforschung, GSI) de Darmstadt en Allemagne. Seuls trois atomes de 272Rg furent observés, en fusionnant un noyau de bismuth 209 209Bi et un noyau de nickel 64 64Ni :
64
28Ni + 209
83Bi ⟶ 273
111Rg* ⟶ 272
111Rg + 1
0n.

## Isotopes
Sept radioisotopes sont connus, de 272Rg à  282Rg, dont deux présentent des signes d'isomérie nucléaire. L'isotope à la plus grande durée de vie connue est 282Rg avec une demi-vie d'environ 2,1 minutes.

### Roentgenium 272
La synthèse directe du 272Rg par le GSI en 1994 avait montré quatre lignes alpha à 11.37, 11.03, 10.82 et 10.40 MeV avec une période radioactive de 1,6 ms, tandis que la valeur mesurée en 2004 à l'institut RIKEN au Japon donnait une période de 3,8 ms. Ces données contradictoires pourraient découler d'isomères différents du noyau de roentgenium 272, mais des recherches doivent encore être menées pour clarifier la situation.

### Roentgenium 274
La désintégration alpha de deux atomes de 278
113Nh en roentgenium 274 a été observée selon deux chaînes de désintégration différentes passant par le 274Rg selon deux périodes radioactives et deux énergies de désintégration distinctes. Ces observations pourraient révéler deux formes allotropiques du noyau de roentgenium 274, mais les données sont encore insuffisantes pour conclure.